# تربلارس بيروي
تربلارس بيروفي (الاسم العلمي:Triplaris peruviana) هو نوع من النباتات يتبع جنس التربلارس من الفصيلة البطباطية.